# محمد التركي
محمد التركي منتج سعودي، الرئيس التنفيذي لمؤسسة مهرجان البحر الأحمر السينمائي الدولي من مايو 2022م إلى 13 مايو 2025م. أنتج أفلاماً كثيرة في هوليود، كما أنتج حتى الآن سبعة أفلام خلال أقل من سنتين وبمشاركة كبار نجوم السينما في أمريكا وأوروبا.

## سيرته
محمد التركي هو ابن عبد العزيز التركي رجل الأعمال المعروف ، ورغم أن حضوره القوي في هوليود جاء سريعاً ومفاجئاً خاصة لشاب سعودي لم يجتز بعد سن الثامنة والعشرين من عمره ، إلا أن لهذا الحضور مقدمات يلخصها هو بعشقه للسينما ، فهو من المتابعين للأفلام منذ صغره ، وقاده شغفه إلى دراسة فصل في صناعة الفيلم أثناء دراسته الجامعية في العاصمة البريطانية لندن، لكن من دون أن يكون لديه تصور واضح عما يخبئه له المستقبل، فقد كان إلى ذلك الحين يخطط للعمل في مجال الصناعة النفطية، وبالفعل عمل بعد تخرجه في هذا المجال، قبل أن يتركه ليلاحق حلمه السينمائي في هوليود.

## مشواره في الإنتاج السينمائي
بدأ عام 2010 بالفيلم المستقل The Imperialists Are Still Alive الذي أنتجه للمخرجة البريطانية زينا دورا والذي حاز على تقدير عالٍ في مهرجان صندانس كما حقق الجائزة الأولى في مهرجان وارسو السينمائي. جاء هذا النجاح ليعلن عن ميلاد نجم سعودي في فضاء هوليود ورغم أن الفيلم حمل إشارات عن القضية الفلسطينية إلا أن ذلك لم يقف حائلاً بينه وبين الاقتراب من أقوى الدوائر المتحكمة في سياسة هوليود ويمكن القول أنه أصبح من أعضاء نادي النخبة في عاصمة السينما الأمريكية حيث تربطه علاقات مميزة بأكبر منتجي ونجوم هوليود.
وفي عام 2012 جاء ليعزز من مكانة محمد التركي المتصاعدة داخل هوليود، حيث أنتج خلاله أربعة أفلام أمريكية من بطولة نجوم الصف الأول. الفيلم الأول هو (أربيتراج-Arbitrage) الذي ستفتتح به فعاليات مهرجان أبوظبي السينمائي وهو من بطولة النجوم ريتشارد غير وسوزان سوراندن وتيم روث، ويروي قصة مشوّقة عن رجل أعمال يسعى لطمس أية أدلة تربطه بحادثة قتل فنانة فرنسية كيلا يتسبب في دمار كبير لأسرته ولإمبراطوريته المالية.
الفيلم الثاني في 2012 عنوانه Adult World وهو من بطولة جون كوزاك والنجمة الشابة إما روبرتس ، فيما يلعب بطولة فيلمه الثالث النجم الشاب زاك إيفرون ودينيس كويد وهيذر غراهام ويحمل عنوان At Any Price وهو أحد المرشحين للجائزة الكبرى في مهرجان فينيسيا الماضي، أما فيلمه الرابع فهو What Maisie Knew من بطولة النجمة جوليان مور.
وفي فيلم Innocence من بطولة سارة سوثيرلاند ابنة الممثل التلفزيوني المعروف كيفر سوثيرلاند، وفيلم Desert Dancer الذي يحكي القصة الحقيقية للراقص الإيراني آفشن غفاريان الذي جازف بحياته من أجل النجاح في مجال الرقص المرفوض تماماً من قبل السلطة السياسية في إيران، ويشارك في بطولة هذا الفيلم الممثل البريطاني المعروف ألفريد مولينا.

## وصلات خارجية
1. ↑  هي، مجلة. "تعيين المنتج السعودي محمد التركي رئيسًا تنفيذيًا لمهرجان البحر الأحمر السينمائي". www.hiamag.com. مؤرشف من الأصل في 2025-02-03. اطلع عليه بتاريخ 2022-08-06.
2. ↑  محمد (القاهرة)، يمنى (13 مايو 2025). "فيصل بالطيور رئيساً تنفيذياً لمؤسسة البحر الأحمر السينمائية". Okaz. اطلع عليه بتاريخ 2025-05-20.
3. ↑  محمد التركي.. الشاب السعودي الذي اقتحم عاصمة السينما الأمريكية - جريدة الرياض نسخة محفوظة 20 فبراير 2014 على موقع واي باك مشين.
4. ↑  قاعدة معلومات السينما العالمية Mohammed Al Turki  نسخة محفوظة 30 نوفمبر 2016 على موقع واي باك مشين.
5. ↑  من هو السعودي محمد التركي حبيب Lindsay lohan؟ | مجلة سيدتي نسخة محفوظة 19 أغسطس 2020 على موقع واي باك مشين.